# Haroldo de Oliveira
Haroldo de Oliveira (* 9. April 1942 in Lins de Vasconcelos, Rio de Janeiro, Brasilien; † 27. Dezember 2003 ebenda) war ein brasilianischer Schauspieler. 
Seine bekanntesten Rollen waren die des André in der Telenovela Die Sklavin Isaura und die des Jacinto in der Serie Xica da Silva. Seit seinem 10. Lebensjahr spielte er Rollen in TV, Film und Theater, sein Debüt hatte er im Alter von zehn Jahren in „Rio 40 Graus“, einem Film von Nelson Pereira dos Santos.
Haroldo de Oliveira starb am 27. Dezember 2003, nachdem er seit April 2003 nach einem Schlaganfall ins Krankenhaus eingeliefert worden war, mit 61 Jahren an Multiorganversagen.